# Castillo de Puigcercós
El Castillo de Puigcercós es un castillo medieval, de época románica, del pueblo de Puigcercós, situado en el enclave de este nombre, del antiguo término de Palau de Noguera y actual de Tremp, en la provincia de Lérida.

## El castillo
Situado a 700 metros del pueblo actual de Puigcercós, está sobre una colina de 550,5 m altitud. que empezó a deslizarse por el lado de poniente en 1858 y con el paso del tiempo fue arrastrando hacia el socavón al pueblo viejo y los restos del castillo.
Se encuentra mencionado en 1194, cuando fue vendido por Ramon de Puigcercós a Acard de Mur, barón de Mur. Fue objeto de disputas, con la intervención del propio rey, hasta que fue a parar a manos de la Pavordía de Mur. En 1842, con la creación de los municipios, fue añadido en Palau de Noguera, pero se mantuvo en manos de la iglesia de Santa María de Mur en cuanto a su adscripción parroquial.
Quedan algunos fragmentos de muros, así como una torre, que fue campanario de la iglesia románica de San Martín de Puigcercós, antigua parroquia del lugar.